# Isaac Mayer Wise

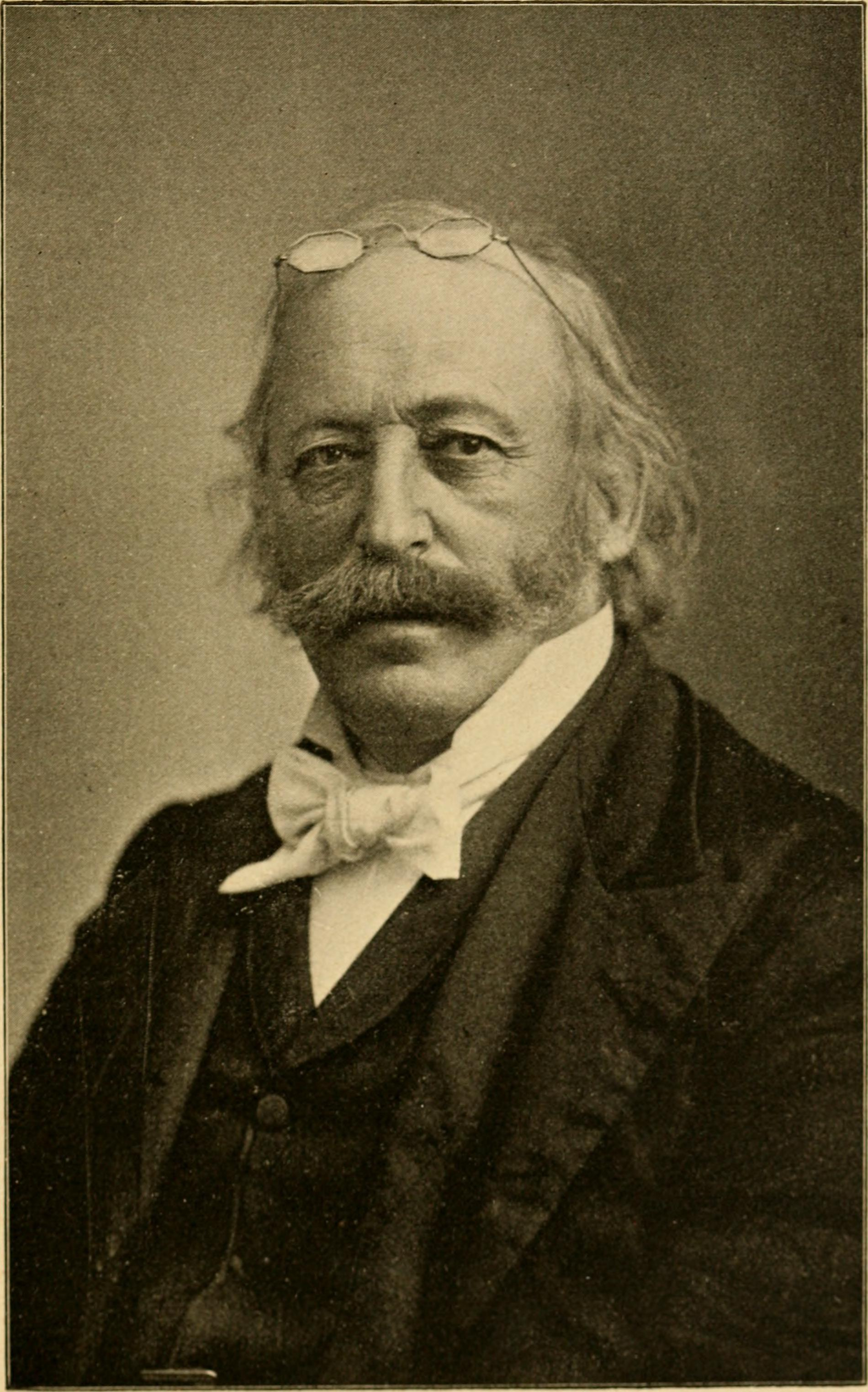
Isaac Mayer Wise (1893)

Isaac Mayer Wise (geb. 29. März 1819 in Steingrub, Böhmen; gest. 26. März 1900 in Cincinnati, Ohio; eigentlich Isaac Mayer Weis) war ein bedeutender US-amerikanischer Rabbiner böhmischer Herkunft, der ein wichtiger Vertreter des Reformjudentum in den USA war.

## Leben
Isaac Mayer Weis besuchte verschiedene jüdische Schulen in Böhmen, studierte in Prag, Pressburg und Wien. Nach drei Jahren als Religionsweiser (Angestellter mit den Pflichten eines Rabbiners) in Radnitz wanderte er 1846 mit seiner Familie in die USA aus und wirkte als Rabbiner in der jüdischen Gemeinde von Albany. Er führte grundlegende Reformen im Sinne des Reformjudentums ein: er begann Gottesdienste in der Landessprache Englisch zu halten, führte gemischte Chöre ein und zählte als einer der ersten Frauen zu einem Minjan.
1847 wurde er Mitglied eines Beth Din in New York, das von seinem langjährigen Freund Max Lilienthal geleitet wurde. 1850 entließ ihn die Beth Din wieder. 1857 schrieb er unter dem Titel Minhag America ein gemeinsames Gebetbuch für Schulen, mit dem er versuchte die amerikanischen Juden um einen einzigen Textkorpus von Gebeten zu versammeln. Gegen diesen Versuch gab es auch Proteste.
Isaac Meyer Wise war in den letzten elf Jahren seines Lebens Präsident des Hebrew Union College in Cincinnati. Auch außerhalb der jüdischen Gemeinde genoss er ein hohes Ansehen. Ehrungen erhielt er unter anderem in Charleston, South Carolina. Isaac Meyer Wise war wegen seiner Rechtfertigung der Sklaverei der Afroamerikaner umstritten. So schrieb er in seinem Aufsatz On the Provisional Portion of the Mosaic Code, with Special Reference to Polygamy and Slavery u. a., dass der Mensch in einem wilden Zustand ist, nicht frei sei und die abstrakte Idee der Freiheit für die Arbeit des mosaischen Systems besser geeignet sei als für die Wilden.
Isaac Meyer Wise war zweimal verheiratet. Seine erste Frau Therese Bloch war die Schwester von Edward H. Bloch, dem Gründer der Bloch Publishing Company, des ältesten jüdischen Verlagshauses der USA. Das Ehepaar hatte zehn Kinder.
Die englische Übersetzung des Babylonischen Talmuds von Michael Levi Rodkinson wurde von ihm herausgegeben.